# قطر الوطنية للمشاريع الطبية
شركة قطر الوطنية للمشروعات الطبية هي شركة مساهمة قطرية خاصة تأسست عام 2005. وفقًا للنظام الأساسي للشركة، يتمثل الغرض الرئيسي لها في المساهمة في الرعاية الصحية والاقتصاد القطري من خلال الاستثمار في مجالات الرعاية الصحية والصناعة الطبية.

## مهمة
تم الإعلان عن تأسيس الشركة في فندق إنتركونتيننتال في الدوحة في مارس 2005. أكد الشيخ عبد الرحمن بن خليفة بن عبد العزيز آل ثاني، رئيس مجلس الإدارة في خطابه الافتتاحي، أن الشركة تهدف إلى «أن تكون رائدة في مجال الصناعة الطبية على أعلى مستوى» والمساهمة في نظام رعاية صحية شامل قد يستفيد منه جميع شرائح المجتمع القطري.
تعتزم الشركة تقديم خدمات طبية عالية الجودة تتراوح من تغطية التأمين الصحي إلى المساعدة الطبية، بما في ذلك دعم البحوث الطبية.
تحدد المادة 3 من ميثاق الشركة الهدف الأساسي لها على أنه إنشاء وإدارة المستشفيات والعيادات الطبية، وكذلك مراكز التشخيص. تقوم الشركة أيضًا بتوفير وإدارة تجهيزات ومستلزمات البنية التحتية والطبية والصيدلانية. علاوة على ذلك، وفقًا لنفس المادة، تعمل الشركة مع شركات أخرى وتدعمها لأغراض مماثلة أو فرعية في قطر أو في الخارج.
بموجب المادة 4 من نظامها الأساسي، تلتزم الشركة بتقديم الخدمات الطبية وفقًا للشريعة الإسلامية.

## روابط خارجية
- http://www.zawya.com/ar/company/disclosures/1003141/%D8%B4%D8%B1%D9%83%D8%A9_%D8%A7%D9%84%D8%AE%D9%84%D9%8A%D8%AC_%D9%84%D9%84%D9%85%D8%B4%D8%A7%D8%B1%D9%8A%D8%B9_%D8%A7%D9%84%D8%B7%D8%A8%D9%8A%D8%A9/